# Киркбрайд, Томас Стори
Томас Стори Киркбрайд (англ. Thomas Story Kirkbride, 31 июля 1809 — 16 декабря 1883) — американский врач, основатель Ассоциации суперинтендантов (AMSAII), преобразованной в 1921 году в Американскую психиатрическую ассоциацию. Автор архитектурного плана, в согласии с которым до конца XIX века в США создавались крупные психиатрические госпитали.

## Ранняя карьера
Родился в семье квакеров в Моррисвилле, штат Пенсильвания.
Начал изучать медицину в 1828 году под руководством доктора Дэвида Германа Лэнгбибла, в Трентоне, штат Нью-Джерси, когда ему было восемнадцать. Получив медицинскую степень в Университете Пенсильвании в 1832 году, у Киркбрида была своя практика с 1835 по 1840 год.

## Психиатрия
В 1840 году Киркбрайд стал суперинтендантом больницы для умалишённых в Пенсильвании.
В 1844 году Киркбрайд помог основать AMSAII, став её президентом с 1862 по 1870 год. Киркбрайд впервые выступил за то, что стало потом известно, как «план Киркбрайда» по улучшению медицинской помощи сумасшедшим, как стандартную для учреждений, в которых содержались пациенты.
Влиятельная работа Киркбрайда, «О строительстве, организации и общих мерах по больницам для умалишённых несколько замечаний о безумии и его лечении» была опубликована в 1854 году, и потом снова в 1880 году.
Идеи Киркбрайда вызвали смешанные чувства как у пациентов, так и у коллег. Некоторые в медицинском сообществе видели, что его теории и идеи упорно цепляются за идеалы, которые препятствуют медицинскому прогрессу, в то время как другие поддержали его идеи и видели, как они меняют философию лечения душевнобольных. У пациентов он иногда внушал страх и гнев, даже до такой степени, что на его жизнь покушались, но Киркбрайд также считал, что психически больных можно лечить и, возможно, излечивать, а сам после смерти первой жены женился на бывшей пациентке.
Киркбрайд умер от пневмонии 16 декабря 1883 года в своем доме в Пенсильванской больнице для душевнобольных.

## Архитектура Киркбрайда
Киркбрайд был сторонником строительства больниц для душевнобольных в стиле, который, по его мнению, способствовал их прогрессу и выздоровлению. Этот стиль использовался во многих больницах конца XIX века, включая больницу Св. Елизаветы в Вашингтоне, округ Колумбия. Многие из этих зданий, спроектированные ведущими архитекторами того времени, находятся в руинах или в упадке. Усадьба, теперь известная как «Деревня» («The Village»), а ранее как Траверс Сити Госпиталь, была спасена от разрушения и восстановлена.

## Личная жизнь
Киркбрайд был женат на Энн Уэст Дженкс в 1839 году. У них было двое общих детей — Энн, 1840 года рождения, и Джозеф Джон, родившийся в 1842 году.